# Alta Italia
Alta Italia é um município da Província de La Pampa, na Argentina.